# 熊野神社 (富谷市)
熊野神社（くまのじんじゃ）は、宮城県富谷市富谷字町にある神社。

## 歴史
同社が勧請された時期は不明だが、社殿は元来現在地より東方に鎮座していたのが、1618年（元和4年）に伊達政宗の命により内ヶ崎織部が富谷宿を開設した際、宿場の入り口に近い現在地に移築されたといわれている。
1908年（明治41年）11月に日吉神社と雷光神社とを合祀した。

## アクセス
- 仙台北部道路富谷インターチェンジより車で6分